# Anouk Dekker
Marieke Anouk Dekker (Almelo, 15 november 1986) is een voormalig Nederlands voetbalster die doorgaans als verdedigster speelde. Tussen 2009 en 2021 speelde ze in het Nederlands elftal.

## Clubcarrière

### Jeugd
Dekker speelde vanaf haar zesde jaar bij de amateurs van SVZW uit Wierden. Daar werd ze ook opgemerkt door de KNVB, met uitnodigingen voor de diverse jeugdselecties tot gevolg. Ze doorliep alle jeugdselecties vanaf onder 12. In 2005 maakte ze de overstap naar de Duitse competitie. Op dat moment speelde ze in het Nederlands elftal onder 19. Ze ging aan de slag bij FFC Heike Rheine, waar ze twee seizoenen speelde om vervolgens terug te keren naar Nederland.

### FC Twente
In de zomer van 2007 tekende ze een contract bij FC Twente om mee te doen aan de nieuwe Eredivisie. Dekker speelde zich gaandeweg het seizoen in het basiselftal op de spitspositie en verdiende een contractverlenging. Op 24 mei 2008 won ze met FC Twente de KNVB beker. Gaandeweg haar tweede seizoen kreeg ze de aanvoerdersband van Mary Kok, vanwege het stoppen van Sanne Pluim en de langdurige blessure van Marloes de Boer. In haar vierde seizoen bij FC Twente verloor Dekker de aanvoerdersband aan Ashley Nick als gevolg van een blessure. Pas in de tweede seizoenshelft kon ze haar rentree maken, net op tijd om ook haar aandeel in de eerste veroverde landstitel te hebben. In seizoen 2011/12 kreeg Dekker na de winterstop onder trainer Arjan Veurink de aanvoerdersband weer terug. Seizoenen lang speelde Dekker als basisspeler bij Twente, waarbij ze meer dan vijftig competitiedoelpunten maakte; driemaal won ze met de club de landstitel.
Gedurende haar carrière zakte Dekker steeds verder naar achteren op het veld. Waar ze begon als spits, werd ze later middenvelder. Haar topjaren beleefde ze echter als centrale verdediger. Op die positie verdiende ze ook een contract bij de Franse club Montpellier HSC. In december 2015 tekende ze hier een contract. Ze tekende een contract voor anderhalf jaar. Eind 2016 werd het contract met twee jaar verlengd. In 2021 ging ze naar SC Braga Feminino in Portugal. Vanaf 2023 speelde ze voor Viktoria Berlin. In 2025 besloot Dekker een einde aan haar profcarrière te maken.

## Interlandcarrière
Dekker maakte op 21 november 2009 haar debuut in het Nederlands elftal in een WK-kwalificatiewedstrijd tegen Wit-Rusland. Het duel eindigde in een 1-1 gelijkspel. Zowel bij het Europees kampioenschap voetbal 2013 als 2017 behoorde Dekker tot de Nederlandse selectie. Op het wereldkampioenschap voetbal 2015 in Canada behoorde Dekker tot het basiselftal.
| Interlandgoals | Interlandgoals    | Interlandgoals                           | Interlandgoals | Interlandgoals | Interlandgoals | Interlandgoals       |
| -------------- | ----------------- | ---------------------------------------- | -------------- | -------------- | -------------- | -------------------- |
|                |                   |                                          |                |                |                |                      |
| Goal           | Datum             | Locatie                                  | Tegenstander   | Score          | Uitslag        | Competitie           |
| 1.             | 13 juni 2010      | Oosterenkstadion, Zwolle, Nederland      | België         | 1–0            | 4–1            | Vriendschappelijk    |
| 2.             | 19 juni 2010      | Oosterenkstadion, Zwolle, Nederland      | Noorwegen      | 2–2            | 2–2            | WK-kwalificatie 2011 |
| 3.             | 26 oktober 2013   | Estádio José de Carvalho, Maia, Portugal | Portugal       | 3–0            | 7–0            | WK-kwalificatie 2015 |
| 4.             | 17 september 2014 | Nadderud Stadion, Bekkestua, Noorwegen   | Noorwegen      | 1–0            | 2–0            | WK-kwalificatie 2015 |
| 5.             | 7 februari 2015   | Polman Stadion, Almelo, Nederland        | Thailand       | 5–0            | 7–0            | Vriendschappelijk    |
| 6.             | 8 maart 2017      | Estádio Algarve, Faro-Loulé, Portugal    | Japan          | 1–0            | 3–2            | Algarve Cup 2017     |
| 7.             | 20 juni 2019      | Stade Auguste-Delaune, Reims, Frankrijk  | Canada         | 1-0            | 2-1            | WK 2019              |

## Statistieken
| Seizoen | Club             | Land      | Competitie  | Competitie | Competitie | Beker | Beker | Internationaal | Internationaal | Totaal | Totaal |
| Seizoen | Club             | Land      | Competitie  | Wed.       | Dlp.       | Wed.  | Dlp.  | Wed.           | Dlp.           | Wed.   | Dlp.   |
| ------- | ---------------- | --------- | ----------- | ---------- | ---------- | ----- | ----- | -------------- | -------------- | ------ | ------ |
| 2005/06 | FFC Heike Rheine | Duitsland | Bundesliga  | ?          | ?          | ?     | ?     | ?              | ?              | 15     | 3      |
| 2006/07 | FFC Heike Rheine | Duitsland | Bundesliga  | ?          | ?          | ?     | ?     | ?              | ?              | 16     | 1      |
| 2007/08 | FC Twente        | Nederland | Eredivisie  | ?          | ?          | ?     | ?     | ?              | ?              | 17     | 6      |
| 2008/09 | FC Twente        | Nederland | Eredivisie  | ?          | 4          | -     | -     | -              | -              | ?      | 4      |
| 2009/10 | FC Twente        | Nederland | Eredivisie  | 18         | 3          | -     | -     | -              | -              | 18     | 3      |
| 2010/11 | FC Twente        | Nederland | Eredivisie  | 10         | 6          | -     | -     | -              | -              | 10     | 6      |
| 2011/12 | FC Twente        | Nederland | Eredivisie  | 18         | 5          | -     | -     | 3              | 0              | 21     | 5      |
| 2012/13 | FC Twente        | Nederland | BeNe League | 27         | 12         | -     | -     | -              |                | 27     | 12     |
| 2013/14 | FC Twente        | Nederland | BeNe League | 24         | 20         | -     | -     | 5              | 1              | 29     | 21     |
| 2014/15 | FC Twente        | Nederland | BeNe League | 21         | 14         | -     | -     | 2              | 0              | 23     | 14     |
| 2015/16 | FC Twente        | Nederland | Eredivisie  | 8          | 0          | -     | -     | 4              | 0              | 12     | 0      |
| 2015/16 | Montpellier HSC  | Frankrijk | Division 1  | 4          | 0          | -     | -     | -              | -              | 4      | 0      |
| 2016/17 | Montpellier HSC  | Frankrijk | Division 1  | 18         | 6          | -     | -     | -              | -              | 18     | 6      |
| 2017/18 | Montpellier HSC  | Frankrijk | Division 1  | 17         | 0          | -     | -     | 6              | 1              | 23     | 1      |
| 2018/19 | Montpellier HSC  | Frankrijk | Division 1  | 20         | 3          | -     | -     | -              | -              | 20     | 3      |
| 2019/20 | Montpellier HSC  | Frankrijk | Division 1  | 12         | 3          | -     | -     | -              | -              | 12     | 3      |
| 2020/21 | Montpellier HSC  | Frankrijk | Division 1  | 15         | 1          | 0     | 0     | -              | -              | 15     | 1      |
| totaal  | totaal           | totaal    | totaal      | 212        | 77         | 0     | 0     | 20             | 2              | 280    | 89     |

Bijgewerkt tot 31 juli 2021